# Opengewerkte kolom
Opengewerkte kolom is een fictieve naam van een titelloos artistiek kunstwerk in Amsterdam-Centrum.

## Onbekend

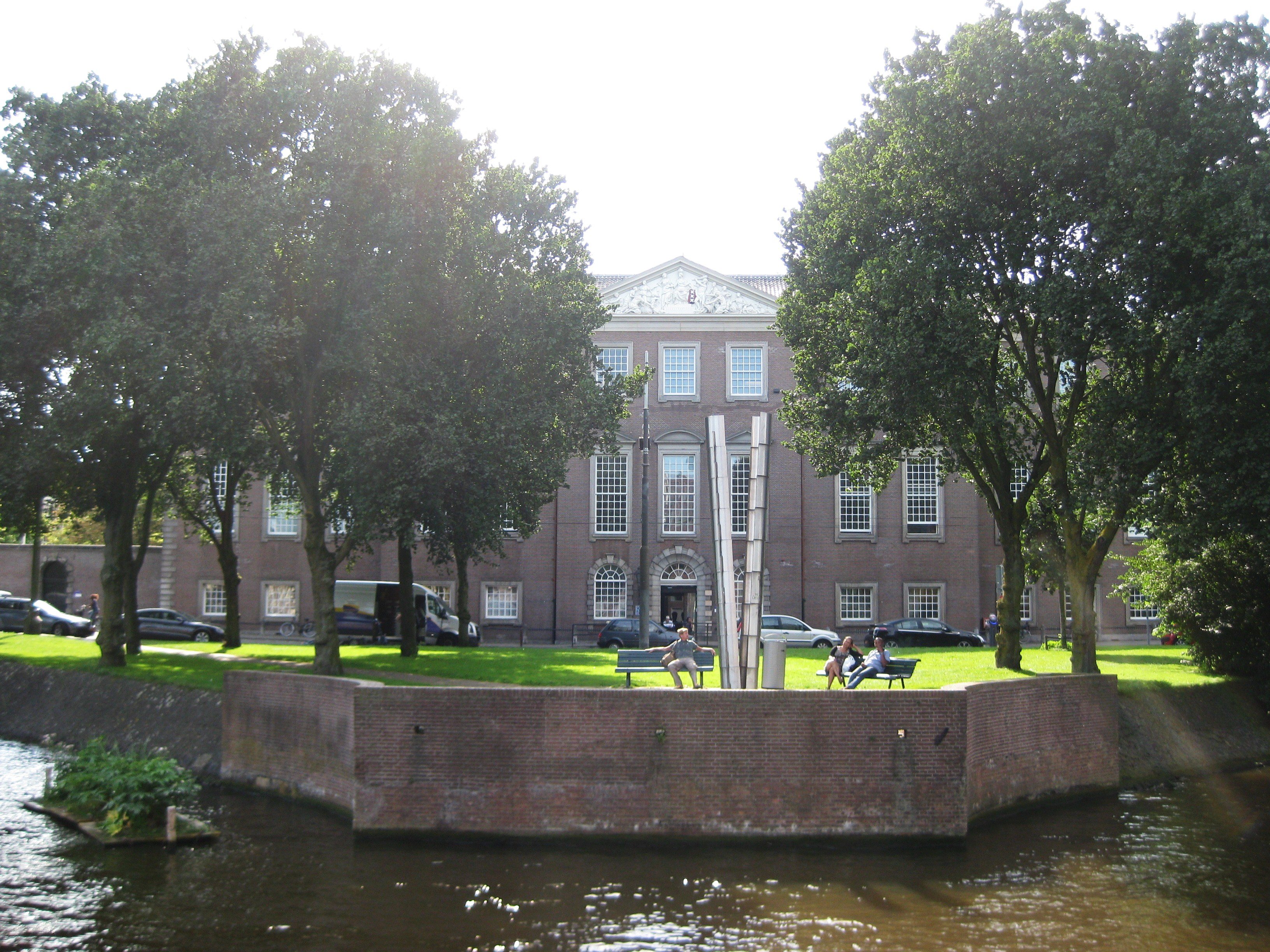
Werk, op de achtergrond Dr. Sarphatihuis (2012)

Het is werk van kunstenaar André Volten die overal in Amsterdam te vinden met beelden op openbare ruimten. De fictieve titel is vermoedelijk niet juist, Volten leverde zijn beelden meestal af zonder ze een titel te geven. Van de meeste beelden is de geschiedenis wel achterhaald, maar van dit beeld is nauwelijks iets bekend. Het zou is in 1970 geplaatst bij de inrichting van een zitgelegenheid aan de straat. Het staat op een vergeten plaats in Amsterdam op een terras in een plantsoen aan de Roetersstraat, daar waar de Plantage Muidergracht en Nieuwe Prinsengracht elkaar kruisen. Het parkje ligt tegenover het Dr. Sarphatihuis.  Er is hier in de omgeving meer kunst te zien, beeldhouwwerken uit de Amsterdamse School op de Lau Mazirelbrug uit 1924.
Het beeld van Volten is veel moderner. Het lijkt erop alsof hij een ronde gelede kolom, die continue uitkraagt (breder wordt) door midden heeft gezaagd en de boveneinden uit elkaar heeft gedrukt, zodat een V-vorm ontstond. Het werk lijkt een variant op een gespleten cilinder die hij in die tijd ontwierp voor een nieuw te openen politiebureau aan de Rademarkt in Groningen, waarover geruzied werd of de prijs van 130.000 gulden wel verantwoord was. Ook zijn Ter herinnering aan Anthony Winkler Prins kwam in die periode tot stand.  